# دور بنفسك (أغنية)
دور بنفسك هي أغنية راب مصرية يغنيها أحمد مكي ودنيا سمير غانم.

## المصدر
ظهرت الأغنية لأول مرة في نهاية فيلم طير إنت (فيلم).

## هدف الأغنية
تؤكد الأغنية على أن كل إنسان له قدراته الخاصة التي تميزه عن الآخرين والتي يبدع فيها، وتطلب من كل شخص أن يبحث داخل نفسه عن هذه القدرات بدلا من التمنى أن يكون شخصا آخر. وتُعد هذه الأغنية العظة من المكتسبة من الفيلم.

## وصلات خارجية
مشاهدة فيديو كليب دور بنفسك على يوتيوب